# Grand Prix Kanady 1995
Grand Prix Kanady 1995 ( XXXIII. Grand Prix Air Canada), šestý závod 46. ročníku mistrovství světa jezdců Formule 1 a 37. ročníku poháru konstruktérů, historicky již 570. grand prix, se uskutečnila na okruhu Circuit Gilles Villeneuve.

## Výsledky

### Kvalifikace
| Pořadí | Číslo | Jezdec                   | Konstruktér        | Čas      | Odstup |
| ------ | ----- | ------------------------ | ------------------ | -------- | ------ |
| 1      | 1     | Michael Schumacher       | Benetton-Renault   | 1:27.661 |        |
| 2      | 5     | Damon Hill               | Williams-Renault   | 1:28.039 | +0.378 |
| 3      | 6     | David Coulthard          | Williams-Renault   | 1:28.091 | +0.430 |
| 4      | 28    | Gerhard Berger           | Ferrari            | 1:28.189 | +0.528 |
| 5      | 27    | Jean Alesi               | Ferrari            | 1:28.474 | +0.813 |
| 6      | 2     | Johnny Herbert           | Benetton-Renault   | 1:28.498 | +0.837 |
| 7      | 8     | Mika Häkkinen            | McLaren-Mercedes   | 1:28.910 | +1.249 |
| 8      | 15    | Eddie Irvine             | Jordan-Peugeot     | 1:29.021 | +1.360 |
| 9      | 14    | Rubens Barrichello       | Jordan-Peugeot     | 1:29.171 | +1.510 |
| 10     | 7     | Mark Blundell            | McLaren-Mercedes   | 1:29.641 | +1.980 |
| 11     | 26    | Olivier Panis            | Ligier-Mugen-Honda | 1:29.809 | +2.148 |
| 12     | 30    | Heinz-Harald Frentzen    | Sauber-Ford        | 1:30.017 | +2.356 |
| 13     | 9     | Gianni Morbidelli        | Footwork-Hart      | 1:30.159 | +2.498 |
| 14     | 25    | Martin Brundle           | Ligier-Mugen-Honda | 1:30.255 | +2.594 |
| 15     | 4     | Mika Salo                | Tyrrell-Yamaha     | 1:30.657 | +2.996 |
| 16     | 3     | Ukjó Katajama            | Tyrrell-Yamaha     | 1:31.382 | +3.721 |
| 17     | 23    | Pierluigi Martini        | Minardi-Ford       | 1:31.445 | +3.784 |
| 18     | 29    | Jean-Christophe Boullion | Sauber-Ford        | 1:31.838 | +4.177 |
| 19     | 24    | Luca Badoer              | Minardi-Ford       | 1:31.853 | +4.192 |
| 20     | 16    | Bertrand Gachot          | Pacific-Ford       | 1:32.841 | +5.180 |
| 21     | 17    | Andrea Montermini        | Pacific-Ford       | 1:32.894 | +5.233 |
| 22     | 10    | Taki Inoue               | Footwork-Hart      | 1:32.995 | +5.334 |
| 23     | 22    | Roberto Moreno           | Forti-Ford         | 1:34.000 | +6.339 |
| 24     | 21    | Pedro Diniz              | Forti-Ford         | 1:34.982 | +7.321 |

### Závod
| Pořadí | Číslo | Jezdec                   | Konstruktér        | Kola | Čas/odstoupení  | Start | Body |
| ------ | ----- | ------------------------ | ------------------ | ---- | --------------- | ----- | ---- |
| 1      | 27    | Jean Alesi               | Ferrari            | 68   | 1:44:54.171     | 5     | 10   |
| 2      | 14    | Rubens Barrichello       | Jordan-Peugeot     | 68   | +31.687         | 9     | 6    |
| 3      | 15    | Eddie Irvine             | Jordan-Peugeot     | 68   | +33.270         | 8     | 4    |
| 4      | 26    | Olivier Panis            | Ligier-Mugen-Honda | 68   | +36.506         | 11    | 3    |
| 5      | 1     | Michael Schumacher       | Benetton-Renault   | 68   | +37.060         | 1     | 2    |
| 6      | 9     | Gianni Morbidelli        | Footwork-Hart      | 67   | +1 kolo         | 13    | 1    |
| 7      | 4     | Mika Salo                | Tyrrell-Yamaha     | 67   | +1 kolo         | 15    |      |
| 8      | 24    | Luca Badoer              | Minardi-Ford       | 67   | +1 kolo         | 19    |      |
| 9      | 10    | Taki Inoue               | Footwork-Hart      | 66   | +2 kola         | 22    |      |
| 10     | 25    | Martin Brundle           | Ligier-Mugen-Honda | 61   | Kolize          | 14    |      |
| 11     | 28    | Gerhard Berger           | Ferrari            | 61   | Kolize          | 4     |      |
| Ret    | 23    | Pierluigi Martini        | Minardi-Ford       | 60   | Plynový pedál   | 17    |      |
| Ret    | 22    | Roberto Moreno           | Forti-Ford         | 54   | Palivový systém | 23    |      |
| Ret    | 5     | Damon Hill               | Williams-Renault   | 50   | Převodovka      | 2     |      |
| Ret    | 7     | Mark Blundell            | McLaren-Mercedes   | 47   | Motor           | 10    |      |
| Ret    | 3     | Ukjó Katajama            | Tyrrell-Yamaha     | 42   | Motor           | 16    |      |
| Ret    | 16    | Bertrand Gachot          | Pacific-Ford       | 36   | Baterie         | 20    |      |
| Ret    | 30    | Heinz-Harald Frentzen    | Sauber-Ford        | 26   | Motor           | 12    |      |
| Ret    | 21    | Pedro Diniz              | Forti-Ford         | 26   | Převodovka      | 24    |      |
| Ret    | 29    | Jean-Christophe Boullion | Sauber-Ford        | 19   | Vyjetí z tratě  | 18    |      |
| Ret    | 17    | Andrea Montermini        | Pacific-Ford       | 5    | Převodovka      | 21    |      |
| Ret    | 6     | David Coulthard          | Williams-Renault   | 1    | Vyjetí z trati  | 3     |      |
| Ret    | 2     | Johnny Herbert           | Benetton-Renault   | 0    | Kolize          | 6     |      |
| Ret    | 8     | Mika Häkkinen            | McLaren-Mercedes   | 0    | Kolize          | 7     |      |

## Průběžné pořadí šampionátu
Pohár jezdců
| Pořadí | Jezdec             | Body |
| ------ | ------------------ | ---- |
| 1      | Michael Schumacher | 36   |
| 2      | Damon Hill         | 29   |
| 3      | Jean Alesi         | 24   |
| 4      | Gerhard Berger     | 17   |
| 5      | Johnny Herbert     | 12   |

Pohár konstruktérů
| Pořadí | Konstruktér      | Body |
| ------ | ---------------- | ---- |
| 1      | Ferrari          | 41   |
| 2      | Benetton-Renault | 38   |
| 3      | Williams-Renault | 32   |
| 4      | Jordan-Peugeot   | 12   |
| 5      | McLaren-Mercedes | 8    |